# Epibellowia enormita
Epibellowia enormita là một loài nhện trong họ Linyphiidae.
Loài này thuộc chi Epibellowia. Epibellowia enormita được Andrei V. Tanasevitch miêu tả năm 1988.